# مدرسه ایالتی بلکرتن
مدرسه ایالتی بلکرتن (به انگلیسی: Belchertown State School) بیمارستانی در کشور ایالات متحده آمریکا است که در سال ۱۹۲۲ میلادی ساخته شده است.